# Эспен
Эспе́н (фр. Espins) — коммуна во Франции, находится в регионе Нижняя Нормандия. Департамент коммуны — Кальвадос. Входит в состав кантона Тюри-Аркур. Округ коммуны — Кан.
Код INSEE коммуны — 14248.

## Население
Население коммуны на 2010 год составляло 223 человека.
| 1962 | 1968 | 1975 | 1982 | 1990 | 1999 | 2010 |
| ---- | ---- | ---- | ---- | ---- | ---- | ---- |
| 148  | 158  | 119  | 175  | 199  | 229  | 223  |

## Экономика
В 2010 году среди 156 человек трудоспособного возраста (15—64 лет) 115 были экономически активными, 41 — неактивными (показатель активности — 73,7 %, в 1999 году было 67,9 %). Из 115 активных жителей работали 109 человек (55 мужчин и 54 женщины), безработных было 6 (3 мужчин и 3 женщины). Среди 41 неактивных 10 человек были учениками или студентами, 22 — пенсионерами, 9 были неактивными по другим причинам.